# 安藤学
安藤 学（あんどう まなぶ、1967年5月29日 - ）は、愛知県名古屋市中村区出身の元プロ野球選手（外野手）。

## 来歴・人物
小学4年の時に名古屋西リトル入りし、中学時代は名古屋西シニアの投手兼外野手。
東邦高校では1年秋からベンチ入りし、3年生の時に第57回選抜高等学校野球大会、第67回全国高等学校野球選手権大会に4番センターで出場した。卒業後は東海大学、いすゞ自動車と進み、1992年に都市対抗野球に出場した。1992年ドラフト会議で千葉ロッテマリーンズに6位指名され入団する。
2年目に1軍試合初出場し24試合に出場。1995年には2軍で26盗塁を記録し、イースタン・リーグ盗塁王となった。1軍にも12試合に出場するが1996年から出場機会がなくなり1997年に引退した。
1995年に当時ロッテの監督だったボビー・バレンタインと共にコンパックのCMに出演した。
引退後は大阪の企業にて会社員となった。

## 詳細情報

### 年度別打撃成績
| 年 度     | 球 団     | 試 合 | 打 席 | 打 数 | 得 点 | 安 打 | 二 塁 打 | 三 塁 打 | 本 塁 打 | 塁 打 | 打 点 | 盗 塁 | 盗 塁 死 | 犠 打 | 犠 飛 | 四 球 | 敬 遠 | 死 球 | 三 振 | 併 殺 打 | 打 率 | 出 塁 率 | 長 打 率 | O P S |
| --------- | --------- | ----- | ----- | ----- | ----- | ----- | -------- | -------- | -------- | ----- | ----- | ----- | -------- | ----- | ----- | ----- | ----- | ----- | ----- | -------- | ----- | -------- | -------- | ----- |
| 1994      | ロッテ    | 24    | 27    | 24    | 6     | 6     | 1        | 0        | 0        | 7     | 1     | 1     | 0        | 2     | 0     | 1     | 0     | 0     | 5     | 0        | .250  | .280     | .292     | .572  |
| 1995      | ロッテ    | 12    | 21    | 20    | 2     | 4     | 0        | 0        | 0        | 4     | 1     | 0     | 1        | 0     | 0     | 1     | 0     | 0     | 6     | 0        | .200  | .238     | .200     | .438  |
| 通算：2年 | 通算：2年 | 36    | 48    | 44    | 8     | 10    | 1        | 0        | 0        | 11    | 2     | 1     | 1        | 2     | 0     | 2     | 0     | 0     | 11    | 0        | .227  | .261     | .250     | .511  |

### 記録
- 初出場：1994年4月29日 対オリックスブルーウェーブ4回戦（千葉マリンスタジアム）、平野謙に代わり右翼手として出場
- 初安打：同上、岩崎久則から
- 先発初出場：1994年8月31日 対西武ライオンズ24回戦（千葉マリンスタジアム）、2番・中堅手で出場

### 背番号
- 33 （1993年 - 1997年）